# Metalibitia maculata
Metalibitia maculata is een hooiwagen uit de familie Cosmetidae.